# فرودگاه پورت آلبرنی (منطقه دره آلبرنی)
فرودگاه پورت آلبرنی (منطقه دره آلبرنی) (به انگلیسی: Port Alberni (Alberni Valley Regional) Airport) یک فرودگاه همگانی با کد یاتا YPB است . این فرودگاه در کشور کانادا قرار دارد و در ارتفاع ۷۶ متری از سطح دریا واقع شده است.